# جوآن بار
جوآن دبلیو. بار (نام اصلی: وورثی; بعداً بار-اسمیت)(۲۲ نوامبر ۱۹۳۹ – ۲۱ مارس ۲۰۱۵) یک سیاستمدار آمریکایی و نخستین زنی بود که به‌عنوان شهردار شهر اوانستون، ایلینوی انتخاب شد. بار اسمیت در سال ۱۹۸۵ انتخاب شد و در ۲۲ آوریل ۱۹۸۵ توسط قاضی دادگاه شهرستان کوک، مایکل تومین، سوگند یاد کرد. پیش از انتخاب به‌عنوان شهردار، او به مدت هشت سال به‌عنوان نماینده منطقه دوم شهر فعالیت می‌کرد.

## اوایل زندگی و حرفه
جوآن تنها فرزند جیمز (استاد مدرسه مدیریت کلاگ) و میلدرد لوئیز وورثی (با نام خانوادگی نریتز) بود. خانواده او در محله راجرز پارک، شیکاگو زندگی می‌کردند، اما در چهار سالگی به منطقه نورث شور در شیکاگو نقل مکان کردند.
بار در دبیرستان نیو تریر در وینتکا، ایلینوی تحصیل کرد. او تحصیلات خود را در دانشگاه سیراکیوس ادامه داد و مدرک کارشناسی دریافت کرد. سپس مدرک کارشناسی ارشد مدیریت بازرگانی خود را از مدرسه مدیریت کلاگ در دانشگاه نورث‌وسترن دریافت کرد. وی جزو کلاس ۱۹۹۶ این دانشگاه بود.
او در سال ۱۹۶۲ به اوانستون نقل مکان کرد و پیش از ورود به سیاست، دو سال به‌عنوان رئیس کنفرانس اجتماعی دیوی فعالیت داشت. در سال ۱۹۷۷، به‌عنوان نماینده منطقه دوم اوانستون انتخاب شد. او دوره نمایندگی خود را به پایان رساند و در سال ۱۹۸۱ برای یک دوره دیگر انتخاب شد.
در سال ۱۹۸۵، او با موفقیت برای مقام شهرداری نامزد شد و در رقابت با دو نفر، از جمله نماینده بازنشسته، دونالد بورا، و کشیش جان فردریک نوروود، که کشیش کلیسای باپتیست میسیونری کوه صهیون در اوانستون بود، پیروز شد. انتخاب او اولین باری بود که زنی به‌عنوان شهردار اوانستون انتخاب می‌شد. در سخنرانی آغازین خود، وی به مالیات سنگین املاک مسکونی به‌عنوان یکی از مشکلات اصلی شهر اشاره کرد. میزان بالای املاک معاف از مالیات در شهر، یکی از عواملی بود که منجر به افزایش مالیات بر املاک در منطقه شیکاگو شده بود. او همچنین بر توسعه اقتصادی، بهبود روابط میان شهر و دانشگاه نورث‌وسترن، و مقابله با باندهای خیابانی و بی‌خانمانی تأکید داشت.

### دوره شهرداری
در دوران شهرداری، بار در بسیاری از سازمان‌های مدنی فعال بود. او به‌عنوان رئیس کنفرانس شهرداری شمال غرب و عضو کمیته اجرایی کنفرانس شهرداران ایالات متحده فعالیت داشت. همچنین ریاست گروه زنان شهردار را بر عهده داشت.
او در طول دوره خود به بهبود روابط میان شهر و دانشگاه کمک کرد، با دانشگاه نورث‌وسترن برای احداث یک پارک تحقیقاتی ۴۰۰ میلیون دلاری در اوانستون همکاری کرد و لایحه‌ای را که مالیات شهری برای دانشجویان این دانشگاه پیشنهاد می‌کرد، وتو کرد. به دلیل تلاش‌های او در تأسیس این پارک تحقیقاتی، از سوی مدیر اجرایی شرکت توسعه‌ای اوانستون اینونچر، رونالد کِسیاک، به‌عنوان «سازنده اجماع» توصیف شد. روزنامه محلی شیکاگو تریبون نیز از او به‌عنوان فردی که نقش تعدیل‌کننده و اجماع‌ساز داشت، یاد کرد. سبک مدیریتی او غیرتقابلی توصیف شده و بر ایجاد ارتباطات و همکاری‌های غیرحزبی تأکید داشت.
بار در سال ۱۹۸۹ برای دومین دوره شهردار شد و در سال ۱۹۹۲ از این سمت کناره‌گیری کرد. پس از دوران شهرداری، او برای اداره مالیات ایالت ایلینوی و اداره امنیت شغلی ایلینوی کار کرد. در سال ۲۰۰۸ به مقام شماس در کلیسای اسقفی (ایالات متحده آمریکا) منصوب شد.